# RINGOMUSUMEのOH!ときめきゴールドサイト
『RINGOMUSUMEのOH!ときめきゴールドサイト』（リンゴムスメのオーときめきゴールドサイト）は、エフエム青森で2018年6月2日から2022年3月26日まで放送されていたラジオのトーク番組。略称は「OTGS」。

## 概要
青森県のローカルアイドル・りんご娘のレギュラーラジオ番組。楽屋でおしゃべりしているかの雰囲気でメンバーのプライベートトークや最新情報を伝えている。りんご娘の新曲解禁の場にもなっている。最終回の公開生放送を除き、全て収録放送となっている。
番組名はメンバーの名前から（王林の「OH!」、ときの「とき」、ジョナゴールドの「ゴールド」、彩香の「サイ」）。
エンディングではその週に紹介できなかったメッセージを送ったリスナーの名前を紹介している。メールの呼び込みではジョナゴールドが「メッセージ待ってるJ」、番組の締めコメントは彩香がするのがお決まりになっている。
2022年2月、同年3月末をもって現体制の王林・とき・彩香・ジョナゴールドがりんご娘を卒業すると発表。それに伴い、3月中の放送をもって当番組の終了が発表された。最終回は17:10 - 18:00と通常より20分拡大しての放送となった。
番組終了翌週より、当番組枠を引き継ぐ形でジョナゴールド単独による新番組「Aomori RINGO Radio」の放送が開始した。

## 番組コーナー
ふつおた・リクエスト
リスナーからのメッセージやリクエストソングを紹介する。
最近、気になったアレコレを語るコーナー
メンバーが毎週交代で最近、気になったこと、話したいことを話すコーナー。おすすめのアイドルやアーティストを紹介することもある。
メッセージテーマ
月ごとにメッセージテーマを設け、それにまつわるメッセージを募集、紹介している。
#farmertime
りんご娘のファン（Farmer）との交流を保つことができるように、現在の状況やメンバーに見てもらいたい写真や動画を「#farmertime」で投稿してもらう企画。毎月、最終週に優秀賞を決め、そのリスナーには記念の商品をプレゼントをしている。
貴方のお住まいどこですか
リスナーの居住地やエピソードを募り、青森県の全市町村のみならず、全都道府県の制覇を目指すコーナー。2021年9月のメッセージテーマより派生。

## 公開収録
- RINGOMUSUMEのOH!ときめきゴールドサイト公開収録（2018年12月16日）[8]

会場：奥津軽いまべつ駅
放送日：2018年12月22日
- イオンモールつがる柏presents RINGOMUSUME × lyrical school ChristmasLIVE（2019年12月22日）[9]

会場：イオンモールつがる柏
放送日：2020年1月11日
- 北海道新幹線 奥津軽いまべつ駅 開業5周年記念 RINGOMUSUMEのOH!ときめきゴールドサイト公開収録 ～東青地域・OneStoryグルメ試食会～（2021年3月28日）[9]

会場：いまべつ総合体育館
放送日：2021年4月17日、4月22日
- RINGOMUSUMEのOH!ときめきゴールドサイト ～Final edition〜公開生放送（2022年3月26日）[11]

会場：青森県青森市内（非公開）
放送日：2022年3月26日

## ゲスト
- Tsu.girl（こぎん刺し職人） - 2018年8月10日放送分[12]
- ライスボール - 2020年1月18日放送分[13]